# Alena Poboráková
Alena Poboráková (* um 1940, geborene Alena Řezníčková) ist eine tschechische Badmintonspielerin. 

## Karriere
Alena Poboráková wurde 1971 nationale Meisterin in der Tschechoslowakei, wobei sie sowohl im Damendoppel als auch im Mixed erfolgreich war. Acht weitere Titelgewinne folgten bis 1980. International siegte sie bei den Belgian International, den USSR International und den Austrian International.

## Sportliche Erfolge
| Saison | Veranstaltung                                          | Disziplin   | Platz | Name                                    |
| ------ | ------------------------------------------------------ | ----------- | ----- | --------------------------------------- |
| 1971   | Tschechoslowakische Einzelmeisterschaften              | Damendoppel | 1     | Alena Poboráková / Danuše Povolná       |
| 1971   | Tschechoslowakische Einzelmeisterschaften              | Mixed       | 1     | Ladislav Šrámek / Alena Poboráková      |
| 1973   | Austrian International                                 | Dameneinzel | 1     | Alena Poboráková                        |
| 1973   | Tschechoslowakische Einzelmeisterschaften              | Dameneinzel | 1     | Alena Poboraková                        |
| 1973   | DDR: Internationales Werner-Seelenbinder-Gedenkturnier | Damendoppel | 3     | Alena Poboráková / Jaroslava Krahulcová |
| 1973   | DDR: Internationales Werner-Seelenbinder-Gedenkturnier | Dameneinzel | 3     | Alena Poboráková                        |
| 1974   | Tschechoslowakische Einzelmeisterschaften              | Damendoppel | 1     | Alena Poboraková / Jaroslava Krahulcová |
| 1974   | Belgian International                                  | Damendoppel | 1     | Alena Poboráková / Taťána Pravdová      |
| 1974   | Tschechoslowakische Einzelmeisterschaften              | Dameneinzel | 1     | Alena Poboraková                        |
| 1974   | Belgian International                                  | Dameneinzel | 1     | Alena Poboráková                        |
| 1974   | Tschechoslowakische Einzelmeisterschaften              | Mixed       | 1     | Konstantin Holobradý / Alena Poboraková |
| 1974   | DDR: Internationales Werner-Seelenbinder-Gedenkturnier | Dameneinzel | 2     | Alena Poboráková                        |
| 1974   | DDR: Internationales Werner-Seelenbinder-Gedenkturnier | Damendoppel | 2     | Alena Poboráková / Jaroslava Krahulcová |
| 1974   | Austrian International                                 | Dameneinzel | 1     | Alena Poboráková                        |
| 1975   | USSR International                                     | Mixed       | 1     | Ladislav Šrámek / Alena Poboráková      |
| 1975   | Tschechoslowakische Einzelmeisterschaften              | Damendoppel | 1     | Alena Poboraková / Jaroslava Semecká    |
| 1975   | USSR International                                     | Dameneinzel | 1     | Alena Poboráková                        |
| 1975   | USSR International                                     | Damendoppel | 1     | Alena Poboráková / Éva Cserni           |
| 1975   | Tschechoslowakische Einzelmeisterschaften              | Dameneinzel | 1     | Alena Poboraková                        |
| 1975   | DDR: Internationales Werner-Seelenbinder-Gedenkturnier | Damendoppel | 2     | Alena Poboráková / Taťána Pravdová      |
| 1975   | DDR: Internationales Werner-Seelenbinder-Gedenkturnier | Mixed       | 3     | Ladislav Šrámek / Alena Poboráková      |
| 1975   | DDR: Internationales Werner-Seelenbinder-Gedenkturnier | Dameneinzel | 3     | Alena Poboráková                        |
| 1976   | Tschechoslowakische Einzelmeisterschaften              | Damendoppel | 1     | Alena Poboraková / Taťána Pravdová      |
| 1976   | Austrian International                                 | Dameneinzel | 1     | Alena Poboráková                        |
| 1980   | Tschechoslowakische Einzelmeisterschaften              | Damendoppel | 1     | Alena Poboraková / Taťána Šrámková      |